# Starship Integrated Flight Test 6
Starship Integrated Flight Test 6 - szósty testowy lot rakiety nośnej Starship. Prototypami, które wzięły udział w testach, były górny stopień rakiety nośnej Ship 31 i pierwszy stopień rakiety nośnej Super Heavy, Booster 13. Test w locie rozpoczął się 19 listopada 2024 r. o godz. 22:00:00 UTC (4:00 po południu CST, czas lokalny w miejscu startu).
Chociaż lot miał podobny profil do suborbitalnego lotu 5 nad Ocean Indyjski, to wprowadzono w nim kilka zmian, aby uzyskać informacje na potrzeby przyszłego odzyskiwania i ponownego użycia statku. Statek wszedł w atmosferę bardziej stromo, aby przetestować wytrzymałość cieplną klap. Niektóre części zostały wyposażone w nowe materiały ochrony termicznej, usunięto obszary osłony termicznej w miejscach gdzie w przyszłych statkach będzie osprzęt do łapania statku na ramionach wieży startowej. Lot 6 był pierwszym lotem, który obejmował odpalenie w kosmosie jednego silnika Raptor, demonstrując zdolność statku kosmicznego do deorbitacji.
Start nastąpił o późniejszej porze dnia niż poprzednie loty, aby umożliwić statkowi zejście do oceanu w świetle dziennym w miejscu lądowania w celu lepszych obserwacji wizualnych. Był to ostatni lot górnego stopnia statku kosmicznego w wersji Block 1.  W przyszłych lotach będą wykorzystywane Block 2 a docelowo Block 3.

## Tło

### Testy pojazdu
Ship 31 został przetransportowany do placówki testowej Massey w Starbase w Teksasie w celu przeprowadzenia testów kriogenicznych 11 maja 2024 r. Podczas pierwszego testu kriogenicznego 12 maja wystąpiła anomalia elektryczna i Ship 31 został przewieziony z powrotem do miejsca produkcji w celu naprawy 15 maja. S31 pomyślnie ukończył test kriogeniczny na początku lipca. S31 pomyślnie ukończył test statyczny 18 września. Został przewieziony do miejsca startu 11 listopada.
Booster 13 został przewieziony na platformę startową 22 października 2024 r. 24 października przeprowadzono test statyczny wszystkich 33 silników. 14 listopada rakieta została przetransportowana na miejsce startu i złożona razem z S31. 17 listopada w B13 i S31 przeprowadzono częściowy test tankowania.

### Profil misji
Profil misji dla 6. lotu testowego odzwierciedlał trajektorię 5. lotu testowego, a Starship został wystrzelony 19 listopada 2024 r. o godz. 22:00:00 UTC (4:00 po południu CST, czasu lokalnego na miejscu startu). O T+ 2:39 górny stopień statku kosmicznego wystartował z Super Heavy i kontynuował wznoszenie. Chociaż Super Heavy miał wrócić do Starbase, łapanie boostera przez wieżę zostało odwołane z powodu utraty łączności z wieżą startową. Później odkryto, że podczas startu antena komunikacyjna i stacji pogodowej została wygięta przez pióropusz silnika. Zamiast tego, Super Heavy wylądował kontrolowanie 32 kilometry od brzegów Zatoki Meksykańskiej, gdzie wkrótce się rozpadł. Część zbiornika z ciekłym tlenem unosiła się na wodzie, aż do zatonięcia następnego dnia.
Krótko potem Ship 31 wyłączył silniki, wchodząc w fazę lądowania. Górny stopień osiągnął początkowe apogeum 190 kilometrów (120 mil) i perygeum 8 kilometrów (5,0 mil) na orbicie 26,3 stopnia, co oznacza, że po raz pierwszy Starship osiągnął dodatnie perygeum. O godzinie 22:37:46 statek pomyślnie przeprowadził pierwsze ponowne uruchomienie silnika Raptor w próżni kosmicznej, co podniosło apogeum do 228 kilometrów (142 mil) i perygeum do 50 kilometrów. Statek kosmiczny ponownie wszedł w atmosferę o 22:47:13, a o 23:05:24 wykonał kontrolowane wodowanie w Oceanie Indyjskim, było to pierwsze lądowanie Shipa w dzień.
| Czas      | Zdarzenie                                                                    | 19 listopada 2024 |
| --------- | ---------------------------------------------------------------------------- | ----------------- |
| −01:15:00 | Dyrektor lotu przeprowadza ankietę i weryfikuje gotowość do załadunku paliwa | Sukces            |
| −00:49:50 | Rozpoczęcie tankowania zbiorników paliwa (ciekłego metanu) do Shipa          | Sukces            |
| −00:49:21 | Rozpoczęcie tankowania zbiorników utleniacza (ciekłego tlenu) do Shipa       | Sukces            |
| −00:41:15 | Rozpoczęcie tankowania zbiorników paliwa (ciekłego metanu) do Boostera 13    | Sukces            |
| −00:35:39 | Rozpoczęcie tankowania zbiorników paliwa (ciekłego tlenu) do Boostera 13     | Sukces            |
| −00:19:40 | Chłodzenie silników w Shipie i Boosterze                                     | Sukces            |
| −00:03:20 | Zakończenie tankowania zbiorników Shipa                                      | Sukces            |
| −00:02:50 | Zakończenie tankowania zbiorników Boostera                                   | Sukces            |
| −00:00:30 | Dyrektor lotu weryfikuje gotowość do startu                                  | Sukces            |
| −00:00:10 | Aktywacja deflektora płomienia                                               | Sukces            |
| −00:00:03 | Uruchomienie deflektora płomieni                                             | Sukces            |
| +00:00:02 | Odlot                                                                        | Sukces            |
| +00:01:02 | Max Q (maksymalne ciśnienie aerodynamiczne)                                  | Sukces            |
| +00:02:32 | Wyłączenie większości silników Boostera                                      | Sukces            |
| +00:02:39 | Zapłon silnika Shipa i separacja                                             | Sukces            |
| +00:02:44 | Początek Super Heavy boostback burn                                          | Sukces            |
| +00:03:38 | Wyłączenie silników Super Heavy                                              | Sukces            |
| +00:03:40 | Odrzucenie pierścienia separacyjnego                                         | Sukces            |
| +00:06:25 | Booster osiąga prędkość dźwięku                                              | -                 |
| +00:06:34 | Włączenie silników Super Heavy                                               | Sukces            |
| +00:06:51 | Złapanie Boostera i wyłączenie jego silników                                 | Sukces            |
| +00:08:27 | Wyłączenie silników Shipa                                                    | Sukces            |
| +00:37:46 | Ponowne odpalenie silników Shipa w próżni                                    | Sukces            |
| +00:37:52 | Wyłączenie silników Shipa                                                    | Sukces            |
| +00:47:13 | Wejście Shipa w atmosferę                                                    | Sukces            |
| +01:02:06 | Ship osiąga prędkość dźwięku                                                 | -                 |
| +01:03:12 | Ship osiąga prędkość poddźwiękową                                            | -                 |
| +01:04:56 | Obrót Shipa do lądowania (pionizacja)                                        | Sukces            |
| +01:05:01 | Włączenie hamowania silnikami                                                | Sukces            |
| +01:05:24 | Wodowanie Shipa                                                              | Sukces            |

### Ładunek
Pluszowy banan pełnił funkcję wskaźnika zerowej grawitacji i był pierwszym ładunkiem StarShipa.